# Dynasty IT
Das Dynasty IT ist ein Elektrofahrzeug, welches von dem Unternehmen Dynasty Electric Car Corporation von 2001 bis 2008 hergestellt wurde.
Das Unternehmen hatte seinen Sitz in Delta, Kanada.

## Absatz

### Nordamerika
Das Fahrzeug wurde in Leichtbauweise produziert und in der kanadischen Provinz British Columbia sowie in 47 Staaten der USA angeboten. Im Jahre 2005 begann ein Fünf-Jahre-Projekt, in dem das Verhalten von Elektrofahrzeugen im öffentlichen Straßenverkehr analysiert werden sollte. Dabei waren Leichtfahrzeuge, wie auch elektrische Zweiräder erlaubt.
Für die Fernsehserie Eureka – Die geheime Stadt wurde ein Dynasty IT mit zusätzlichen Photovoltaik-Elementen ausgerüstet und gezeigt.

### Europa

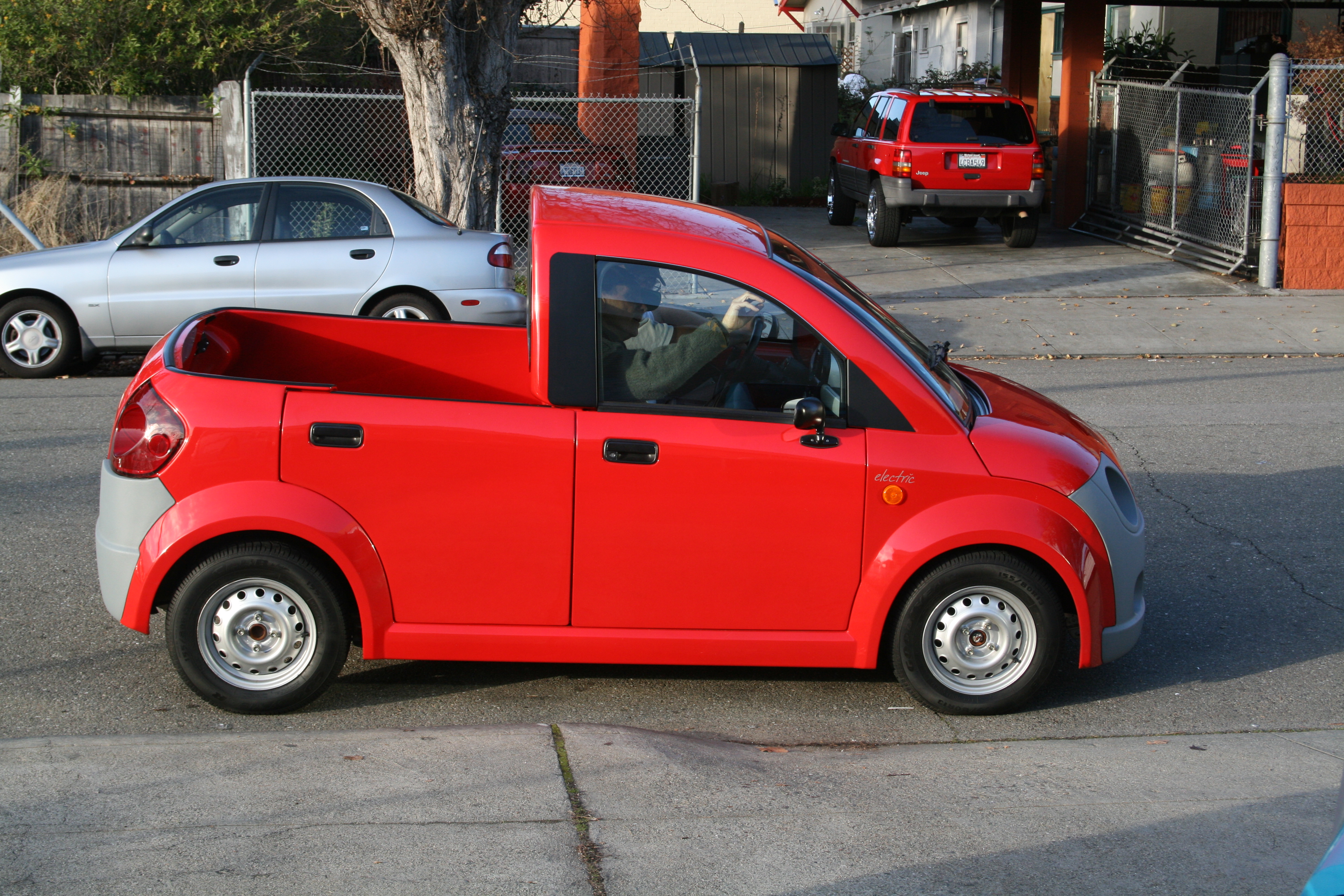
Dynasty IT (Pick-Up)

Im Sommer 2007 wurde der Dynasty IT in England für den Straßenverkehr zugelassen. Zwei Versionen wurden importiert, die jeweils eine höhere Standardhöchstgeschwindigkeit als das Original hatten.

## Ende der Produktion in Kanada
Im Frühjahr 2008 musste der Unternehmensinhaber von Dynasty Electric Car Corporation, Danny Epp, sein Unternehmen verkaufen, weil die kanadische Transportbehörde Niedriggeschwindigkeitsfahrzeuge (sogenannte „low-speed vehicles“) von Kanadas öffentlichen Straßen per Verordnung verbannt hat. Da die Föderalregierung von Kanada im Jahr 2000 durch eine Verordnung für Kanadas gesamtes Territorium für Niedriggeschwindigkeitsfahrzeuge eine Höchstgeschwindigkeit von 40 km/h im innerstädtischen Verkehr vorgeschrieben hatte, der Dynasty IT zugleich für diese Fahrzeug-Kategorie qualifiziert wurde, gleichwohl aber 70 km/h zu fahren vermochte, bekam Danny Epp einzig von den Behörden der Provinz British Columbia eine Straßenzulassung für sein Elektroauto, verbunden mit der Auflage, der Dynasty IT dürfe nur mit 50 km/h im innerstädtischen Verkehr gefahren werden. Im Unterschied dazu verweigerten die anderen kanadischen Provinzen die Zulassung. Da Epp den Dynasty IT unbedingt bauen wollte, führte dies dazu, dass er seine Fahrzeugproduktion dann entsprechend in British Columbia ansiedelte. Doch unverhofft, im Dezember 2007, bekundete die Föderalregierung in Ottawa die Absicht, Niedriggeschwindigkeitsfahrzeuge nur noch auf Privatgrundstücken (d. h. Privatstraßen), Campusgeländen und dergleichen zulassen zu wollen. Sie brachte damit zum Ausdruck, dass sie darauf hinarbeitete, derartige Fahrzeuge von öffentlichen Straßen zu verbannen. Die Behörden von British Columbia zogen in dieser Angelegenheit mit der Föderalregierung mit, was für die Dynasty Electric Car Corporation das faktische Aus bedeutete, da der Dynasty IT unter den neuen Rahmenbedingungen wirtschaftlich unrentabel wurde. Die Produktionsanlagen von Dynasty wurden an ein Unternehmen in Pakistan veräußert.
Der neue Eigentümer der von Dynasty gekauften Produktionsanlagen ist die Karakoram Motors Ltd., ansässig in Karatschi. Nach Plänen von Karakoram soll die Herstellung der Dynasty-IT-Fahrzeugmodellpalette, so wie sie in Kanada produziert wurde, in Pakistan fortgesetzt werden. Zum Erreichen einer größeren Rentabilität im Vergleich zu Kanada soll in Pakistan eine höhere Stückzahl produziert werden. Die anvisierte Stückzahl wird mit 5.000 pro Jahr angegeben.